# Kennemerbrug (Haarlem)
De Kennemerbrug is een vaste brug in de Noord-Hollandse stad Haarlem. De brug overspant de Stadsbuitensingel ter hoogte van de Klopper- en Schotersingel. De brug verbindt het Kennemerplein gelegen in Haarlem-Centrum met het Frans Halsplein in Haarlem-Noord.
Ter hoogte van de brug stond tussen 1677 en 1866 de Kennemerpoort die ook wel de Nieuwpoort werd genoemd.
Rond 1928 werd de Oude Kennemerbrug die ook wel de Nieuwe Brug werd genoemd vervangen door een nieuw exemplaar.
De brug betreft een gemeentelijk monument. In 2018 vond er groot onderhoud plaats aan de brug. Er was geconstateerd dat het brugdek lekte, waardoor de balken werden aangetast en de kwaliteit van de brug verslechterde. Het brugdek werd vervangen en het fietspad werd vervolgens verbreed naar ieder 2,5 m.